# Lali Puna
Lali Puna – niemiecki zespół indie-elektroniczny z Monachium. Został założony w 1999 roku przez wokalistkę koreańskiego pochodzenia Valerie Trebeljahr po tym, jak w 1998 roku rozpadła się jej grupa L.B. Page.
Lali Puna miał być na początku solowym przedsięwzięciem wokalistki, jednak wkrótce dołączył do niej Markus Acher z The Notwist, a kilka miesięcy potem perkusista z Tied & Tickled Trio - Christoph Brandner oraz klawiszowiec Florian Zimmer (ISO 68, Fred is Dead).
Lali Puna od początku kariery współpracuje z niezależną berlińską wytwórnią Morr Music.

## Dyskografia
Albumy
- Snooz - 1998
- Tridecorder - 1999
- Scary World Theory - 2001
- Faking the Books - 2004
- I Thought I Was Over That: Rare, Remixed, and B-Sides (2005)
- Our Inventions - 2010
- Two Windows - 2017

EP
- Clear Cut (2001) with Bomb the Bass
- Left Handed (2003)
- Silver Light (2012)

## Single
- "The Safe Side" (1998)
- "Snooze" (1999)
- "Nin-Com-Pop" (2001)
- "Micronomic" (2004)
- "Remember" (2010)
- "Move On" (2011)